# Jacob Balthasar Peeters
Pour les articles homonymes, voir Peeters.
Jacob Balthasar Peeters, également connu sous le nom de Jacob Peeters ou Jacobus Peeters (1660-61 - après 1721) était un peintre flamand spécialisé dans les peintures architecturales représentant des palais imaginaires de la Renaissance et du Baroque peuplés de personnages élégants portant des vêtements et des coiffures exotiques et montrés dans des postures théâtrales, semblables à celles d'une scène. Peeters a également peint des intérieurs réalistes d'églises existantes avec du staffage.

## Biographie

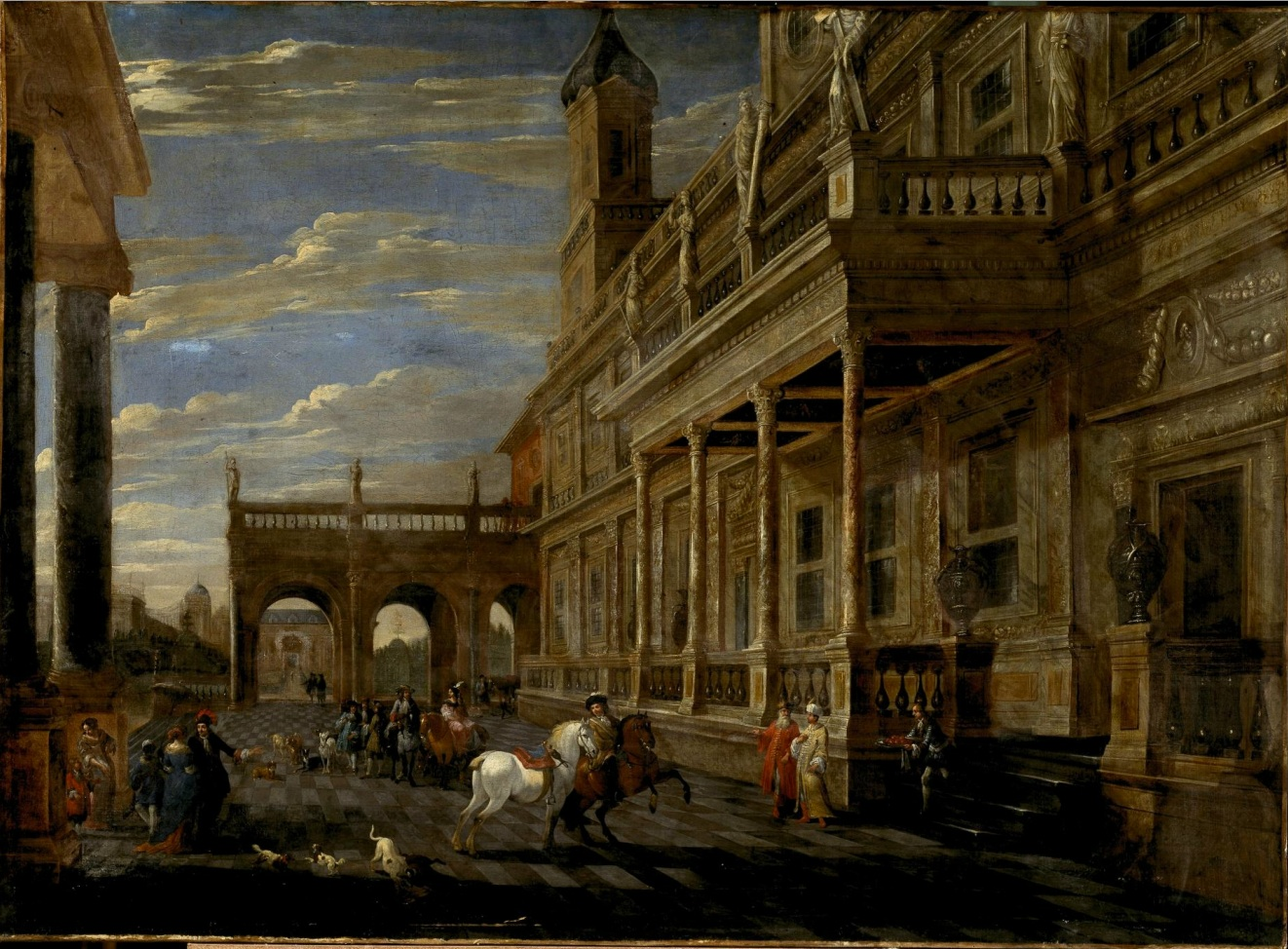
Rencontre avant la fauconnerie.

On sait très peu de choses sur la vie et la carrière de Jacob Balthasar Peeters. Une certaine confusion sur les faits de sa vie est due au fait que le nom de Jacob ou Jacobus Peeters est assez courant à l'époque, et qu'il semble qu'il y ait au moins un autre contemporain Jacobus Peeters, qui est également un peintre actif à Anvers. On ne sait pas exactement où et quand il est né. Comme il est mentionné comme étant âgé de 22 ans dans un document daté du 28 mai 1683, il doit être né en 1660 ou 1661. Il est probablement né à Anvers, car son père Daniel est maître de la guilde anversoise de Saint-Luc. Sa mère est Martina Wouters.

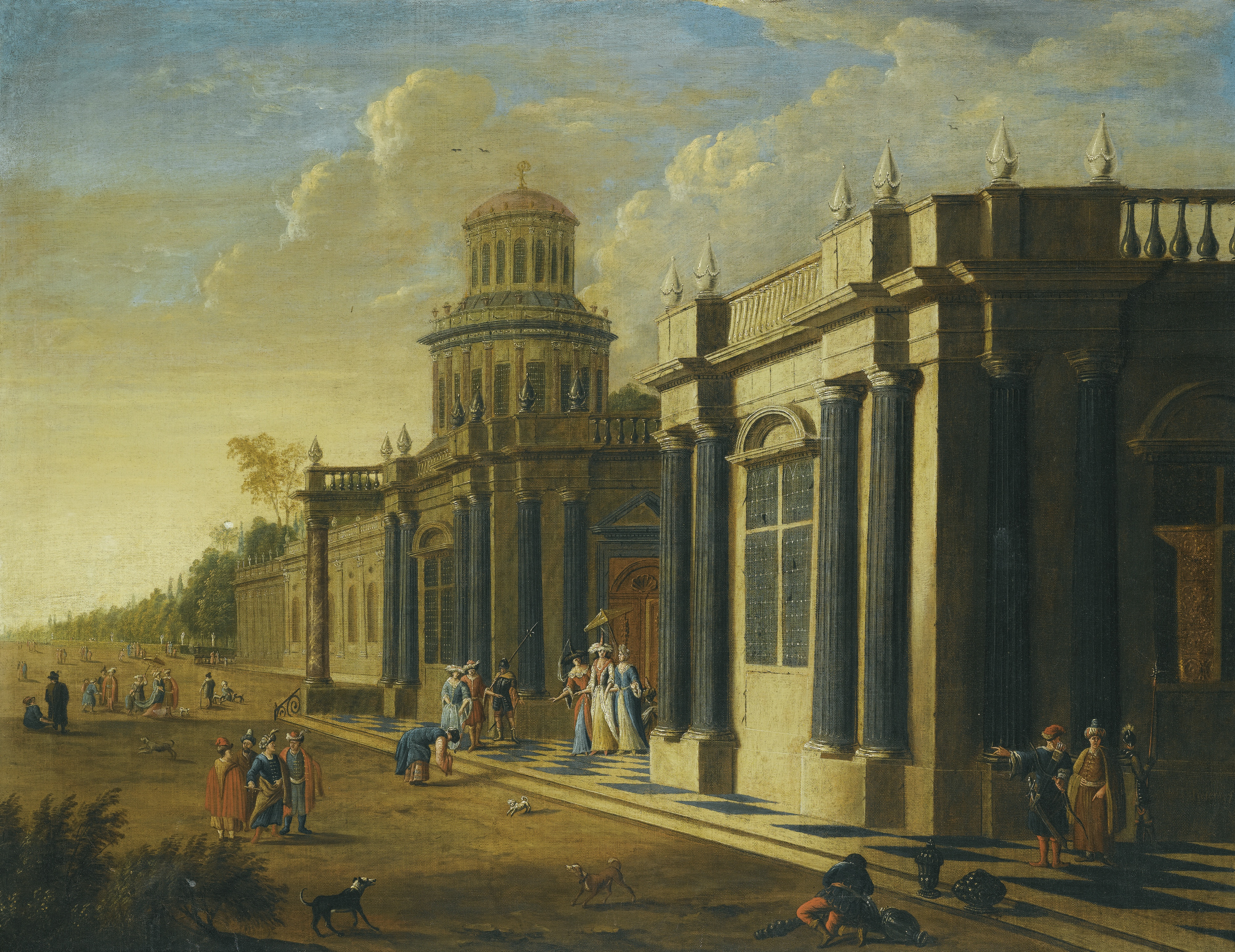
Personnages élégants en costume oriental près d'un palais.

Un certain Jacobus Peeters est enregistré en 1672 à la Guilde de Saint-Luc d'Anvers en tant qu'élève du peintre Peter van de Velde. Un Jacobus Peeters est également mentionné comme élève dans l'année de la guilde 1675-1676. Il n'est pas clair avec lequel de ces élèves Jacob Balthasar Peeters doit être identifié, mais il est plus probable qu'il s'agisse du dernier,. Le 28 mai 1683, sa mère et le peintre de marines et de paysages Hendrik van Minderhout concluent un contrat d'un an aux termes duquel van Minderhout doit apprendre à Jacob à dessiner et à peindre. Le contrat stipule en outre que "Il apprendra pendant un an, l'été de 7h à 18h, l'hiver de 8h jusqu'à la tombée de la nuit. Il peindra des paysages et des staffages. En dehors de ses heures de travail, il est autorisé à dessiner, esquisser et peindre d'après les œuvres de son maître, y compris les dimanches et les jours fériés, pour son propre profit. Le coût est de 100 florins, un éventuel second mandat coûte 15 livres flamandes.
Il est maître de la guilde en 1688-1689, en tant que wijnmeester, c'est-à-dire le fils d'un maître. Élu en 1695 doyen de la Guilde, il préfère payer la contribution fixe de 360 florins pour être exempté de cette charge. Il peut peut-être être identifié avec le peintre Jacobus Peeters qui fait un testament avec sa femme Barbara Christina Witten le 7 juin 1699, alors qu'il habite à Kipdorp près de l'église Saint-Jacques. Si c'est le cas, le couple a au moins un fils, Henricus Josephus, qui est moine augustin à Anvers.
Il compte parmi ses élèves Jan-Baptist van Isschot, Jan Baptist van der Straeten, Jan Carel Vierpeyl (en), Rombaut Bacx et Nicolaas Gillis,.
La date et le lieu de sa mort ne sont pas connus. L'artiste est généralement décrit comme ayant été actif d'environ 1673 à environ 1721 à Anvers. Une paire de peintures représentant les intérieurs de l'église des Jésuites à Anvers, signées et datées de 1721, prouvent que l'artiste est encore en vie cette année-là. S'il s'agit du Jacobus Peeter qui est veuf de Barbara Christina Witten, il fait son testament en tant que veuf le 20 novembre 1753, alors qu'il doit déjà être âgé de 92 ou 93 ans.

## Œuvres
Jacob Balthasar Peeters est un peintre spécialisé dans les palais imaginaires de la Renaissance et du Baroque, et dans les peintures d'églises existantes. Parmi ces structures imaginaires ou existantes et ces décors extérieurs, Peeters place des personnages élégants, portant généralement des chapeaux et des costumes exotiques, accompagnés de leurs pages, souvent noirs, et de chiens qui courent autour d'eux. Ses intérieurs d'églises témoignent, du moins pour ce type de compositions, d'un style apparenté à celui de Pieter Neefs.
Comme c'était le cas dans la pratique artistique anversoise de l'époque, Peeters a collaboré avec d'autres artistes. Une paire de peintures représentant une architecture de cour fantastique avec staffage (vente aux enchères Hampel Munich du 25 septembre 2014, lot 679) constitue un effort de collaboration entre Peeters et Hendrik van Minderhout. Van Minderhout était un peintre néerlandais actif à Anvers qui a souvent contribué à la réalisation de figures dans des œuvres de peintres locaux de paysages et de perspectives, dont Wilhelm Schubert van Ehrenberg. Les deux tableaux susmentionnés, qui ont été conçus pour être accrochés l'un à côté de l'autre, illustrent les aspects fantastiques, presque surréalistes, des vues imaginaires de Peeters. L'une des toiles offre une vue idéalisée d'un palais avec des loggias en arc de cercle soutenues par des colonnes et l'autre d'une façade de cour avec un portique et une balustrade au sommet. Les bâtiments sont placés respectivement à gauche et à droite et disparaissent au loin avec un raccourcissement à l'arrière. Chaque tableau se poursuit par une vue d'un paysage de parc idéalisé avec un grand étang sur lequel flottent des bateaux de plaisance avec des cygnes en guise de figures de proue. La toile de fond est un ciel bleu avec des nuages blanc-gris brillamment éclairés. L'artiste a animé la scène en faisant tomber la lumière à travers les arches de la loggia, ce qui contraste avec la façade architecturale, qui est dans l'ombre. Les groupes de personnages au premier plan comprennent des dames et des messieurs aussi fantaisistes que l'architecture. Les personnages sont représentés dans des postures théâtrales et scéniques, certains engagés dans une conversation. Les femmes ont des coiffures imposantes et les hommes portent des turbans ou des casques à plumes. Un serviteur noir porte la traîne de la robe d'une des dames. Un garde tenant une lance est allongé contre la façade d'un des palais. Quelques chiens courent parmi ces personnages.
Jacob Balthasar Peeters a peint un certain nombre d'intérieurs d'églises, notamment les églises jésuites de Bruges et d'Anvers. Ce thème a été populaire dans les Pays-Bas tout au long du XVIIe siècle. Les artistes anversois préféraient représenter les intérieurs du haut baroque, tandis que les artistes néerlandais se concentraient sur les intérieurs stériles des églises protestantes dépouillées de leurs décorations. Par rapport aux intérieurs d'église antérieurs des maîtres flamands et hollandais, les intérieurs d'église de Peeters reflètent les préférences artistiques du XVIIIe siècle par l'ajout de figures élégantes et l'attention portée aux détails. Une paire d'œuvres du Statens Museum for Kunst de Copenhague, datée de 1714, représente l'intérieur de l'église jésuite Saint-Charles-Borromée d'Anvers. Une paire de vues de la même église était récemment sur le marché de l'art (vente aux enchères Lempertz Cologne du 19 novembre 2016). Les œuvres réalisées en 1721 montrent l'église dans l'état où elle se trouvait avant qu'une partie de sa décoration ne soit détruite par un incendie le 18 juillet 1718. Lors de l'incendie, l'intérieur de l'église, y compris les peintures murales du plafond réalisées par Pierre Paul Rubens, a été détruit. Peeters a pu inclure les décorations perdues dans ces deux compositions en utilisant ses propres compositions antérieures à l'incendie, telles que les œuvres actuellement conservées au Statens Museum for Kunst.
L'œuvre de Peeters présente une grande similitude avec d'autres peintres flamands d'architecture de son époque, tels que Jacobus Ferdinandus Saey (en) et l'élève de Peeters, Jan Baptist van der Straeten. Les similitudes sont telles que les œuvres de ces artistes sont souvent difficiles à distinguer les unes des autres,. Un tableau représentant la cour de la maison de Rubens à Anvers (Buckinghamshire County Museum, Aylesbury) a peut-être été peint par Jacob Balthasar Peeters ou Anton Gunther Gheringh, un autre peintre d'architecture actif à Anvers.